# Júlio Santana
Júlio Santana, mais conhecido como Julião ou Julião Santana, foi um assassino de aluguel brasileiro que atualmente mora no Tocantins. Atuava como pistoleiro e como outros assassinos do tipo, como o Cabo Bruno, é considerado um assassino em série por cometer diversas mortes usando o mesmo modus operandi. Apesar de nunca ter sido julgado ou condenado, matou ao menos 492 pessoas na região fronteiriça entre o Tocantins e o Maranhão. É, por número de vítimas, o maior serial killer do Brasil. 
No livro "O Nome da Morte" ele mesmo revelou que mantinha um caderno onde anotou em detalhes as 492 mortes executadas e que rezava antes ou após os crimes pelas vítimas e pedindo "perdão a Deus".

## Biografia
Ainda adolescente, Júlio aprendeu a usar uma arma com um tio chamado Cícero e descrito no livro como um pistoleiro experiente. Este também o ensinou a rezar pelas vítimas mortas. Ele foi um "vítima da falta de cultura e educação", disse o ator Marco Pigossi que o interpretou no filme.
Nos anos 1970 trabalhou para o Exército na região do Araguaia, quando cometeu diversos crimes ligados à Ditadura Militar e no livro revelou que havia começado a matar aos 17 anos.
Em 2006, aos 52 anos, abandonou a vida de crimes após pressão da esposa, que ameaçou deixá-lo. Convertido ao cristianismo evangélico, passou a viver em uma pequena propriedade rural (na região de Palmas, Tocantins ou interior da Paraíba) com sua família. "Ele cria galinhas e porcos, longe dos holofotes", reportou o portal UOL.
Pelos que não conheciam sua vida criminal, ele era considerado um homem de família e religioso.

## Crimes
A maioria dos assassinatos foi cometida entre os anos 1971 e 2006, principalmente no interior do Maranhão e Pará, reporta oUOL.
Julião participou também de sequestros, entre eles o de José Genoíno, durante a Guerrilha do Araguaia, em 1972, e chegou a ser preso uma vez, tendo sua esposa subornado o delegado após ele ficar uma noite encarcerado, oferecendo-lhe o veículo com o qual Julião se deslocava para cometer os assassinatos.

## Vítimas

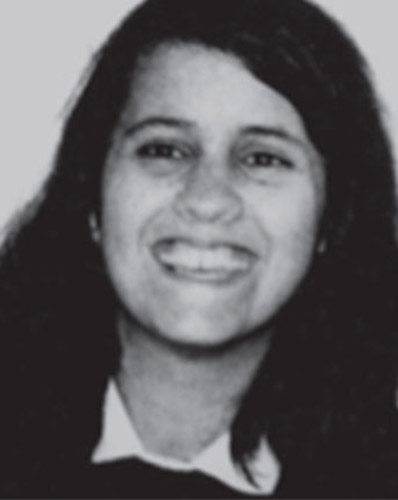
A militante Maria Lúcia Petit foi uma das vítimas

Entre suas vítimas estão a militante do Partido Comunista do Brasil Maria Lúcia Petit e Nativo da Natividade, presidente do Sindicato Rural de Carmo do Rio Verde, Goiás, durante a Ditadura Militar no Brasil. Nativo foi morto em 1985 com quatro tiros em frente à sede do sindicato. "O país se democratiza, mas a violência segue reinando impune no campo", escreveu o Portal da Democracia então, adicionando "a viúva de Nativo denuncia que ele havia sido executado devido à sua militância no PT e na Central Única dos Trabalhadores (CUT)".
Estima-se que entre suas vítimas estejam também crianças e mulheres, escreveu a Aventuras na História em seu portal.

### A morte de Nativo

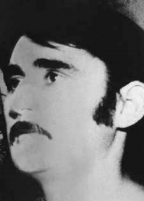
Nativo

Segundo o  Portal da Democracia, a morte de Nativo foi encomendada "pelo então prefeito da cidade, Roberto Pascoal Liégio, com o apoio do presidente do Sindicato Rural (patronal), Geraldo dos Reis de Oliveira, integrante da União Democrática Ruralista (UDR), e do fazendeiro Genésio Pereira".

### Perfil das vítimas
Quase todas as vítimas estavam envolvidas em conflitos por posse de terras, mas também havia militantes antigoverno e sindicalistas. 

## Modus operandi
Ele revelou em entrevistas que "anotava em um caderno o nome da vítima e do mandante, além de especificar o valor pago e onde efetuou o crime".
Segundo seus relatos, ele não matava as vítimas enquanto elas estavam dormindo e não matava mulheres grávidas.

## Perfil do Criminoso
"Matou a sangue frio", explicou a revista Aventuras na História em seu portal. 

## Na cultura popular
A história de seus crimes é contada no livro  "O Nome da Morte", do jornalista Klester Cavalcanti, obra que ganhou o Prêmio Jabuti em 2006, foi publicada em 13 países e relançada em 2018 pela Editora Planeta. Nas entrevistas, Julião revelou como planejava os crimes e que tinha um caderno com os detalhes de cada assassinato.
Em 2017 o livro foi adaptado para um filme brasileiro com o mesmo título, "O Nome da Morte" (lançado internacionalmente como "The Killer"), com o ator Marco Pigossi no papel do pistoleiro. 